# Biserica evanghelică din Domnești

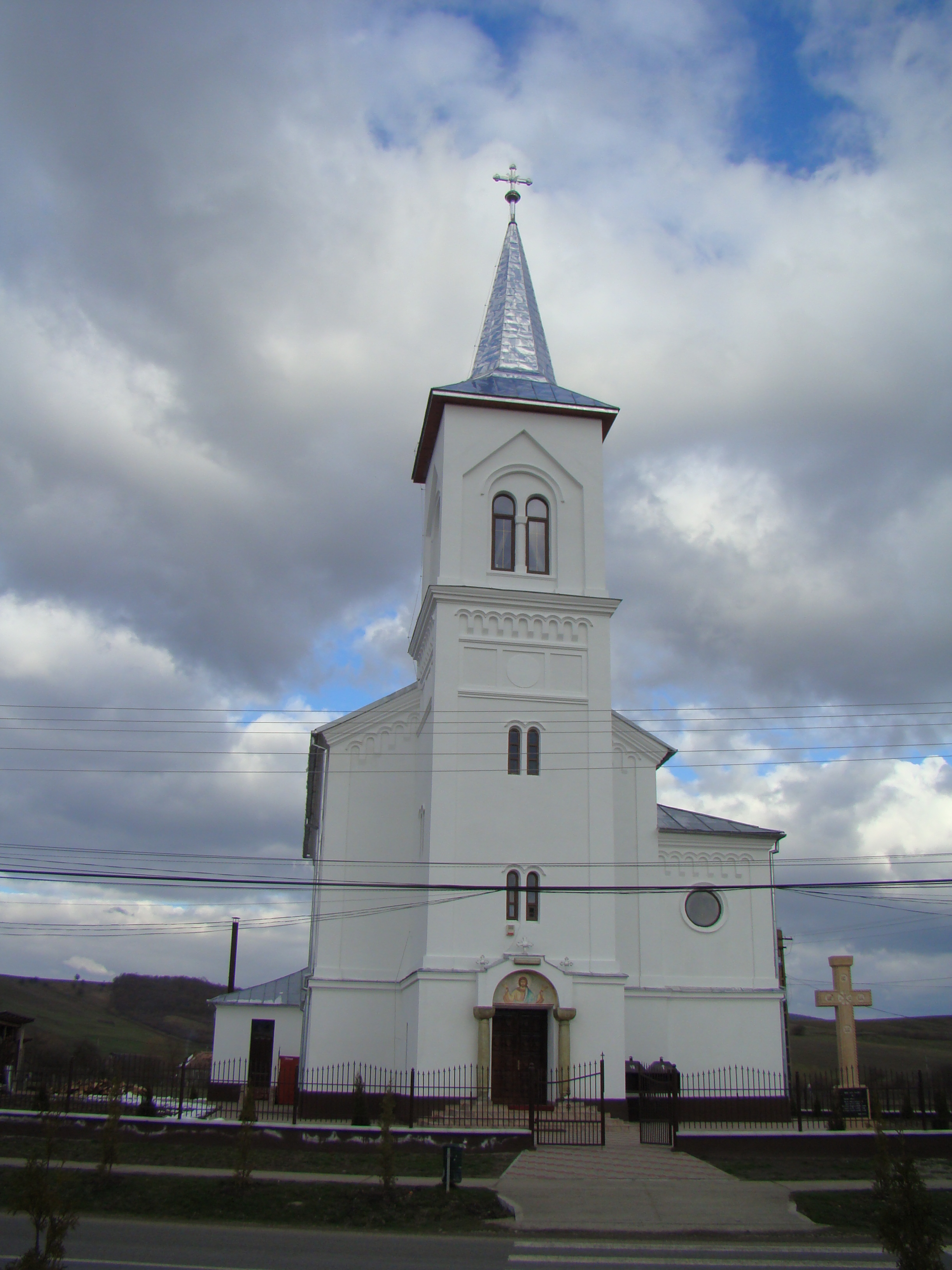
Biserica evanghelică din Domnești, comuna Mărișelu, județul Bistrița-Năsăud, foto: martie 2018.

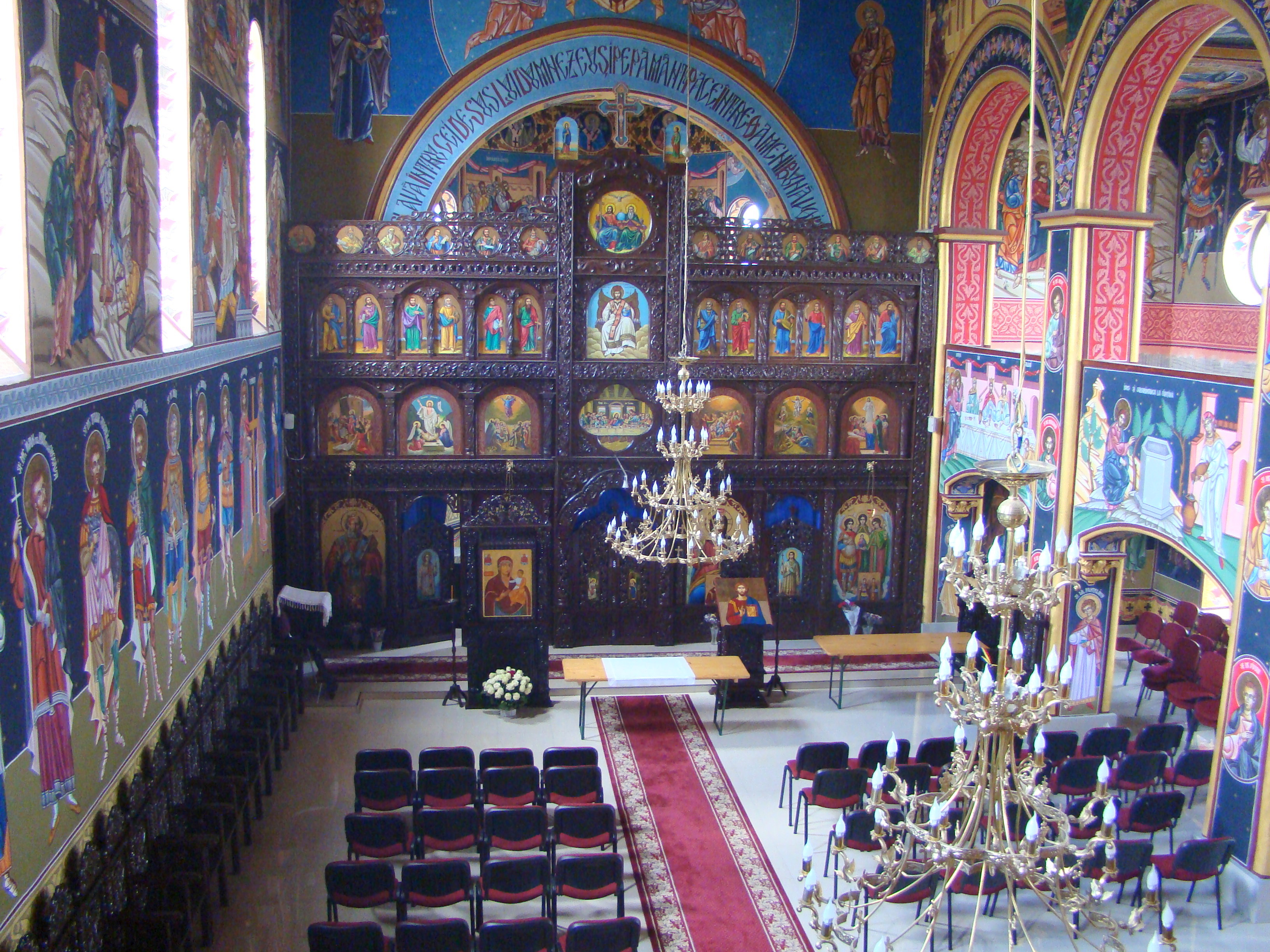
Interiorul bisericii sală

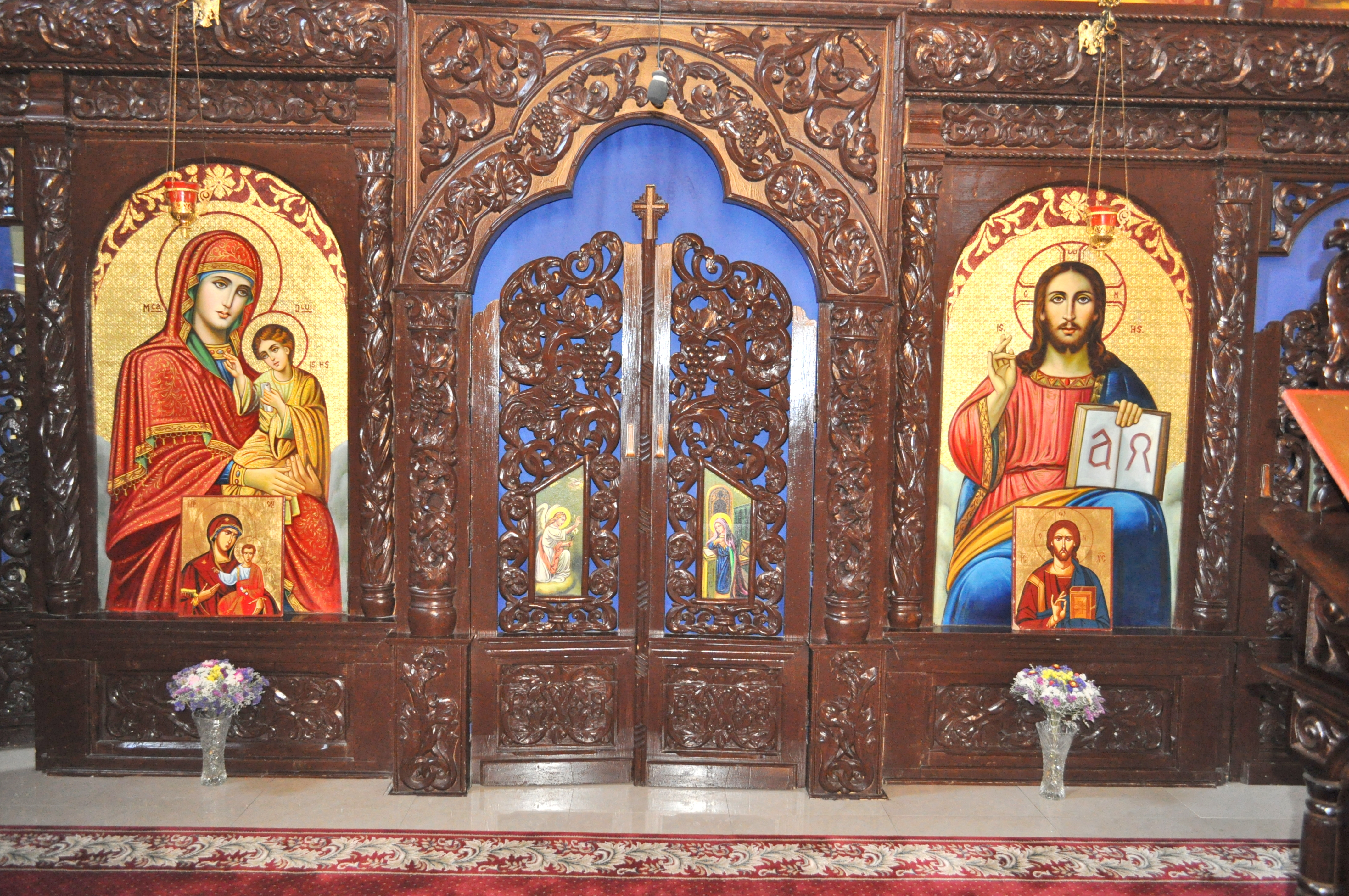
Uși și icoane împărătești

Biserica evanghelică din Domnești este un lăcaș de cult aflat pe teritoriul satului Domnești, comuna Mărișelu, județul Bistrița-Năsăud. În prezent aparține parohiei ortodoxe.

## Localitatea
Domnești, mai demult Bileag (în dialectul săsesc Attelsdref, în germană Billak, Attelsdorf, Adelsdorf, Zelt, în maghiară Bilak) este un sat în comuna Mărișelu din județul Bistrița-Năsăud, Transilvania, România.

## Biserica
Biserica a fost ridicată de comunitatea evanghelică din Domnești în anul 1889. După exodul sașilor transilvăneni, biserica a fost cumpărată de comunitatea ortodoxă, modificată la interior conform cerințelor cultului ortodox și a primit hramul „Sfinții Arhangheli Mihail și Gavriil”. A fost pictată în tehnica frescă de pictorul Simion Săsărman și sfințită de mitropolitul Clujului Andrei Andreicuț în data de 13 mai 2018.

## Imagini

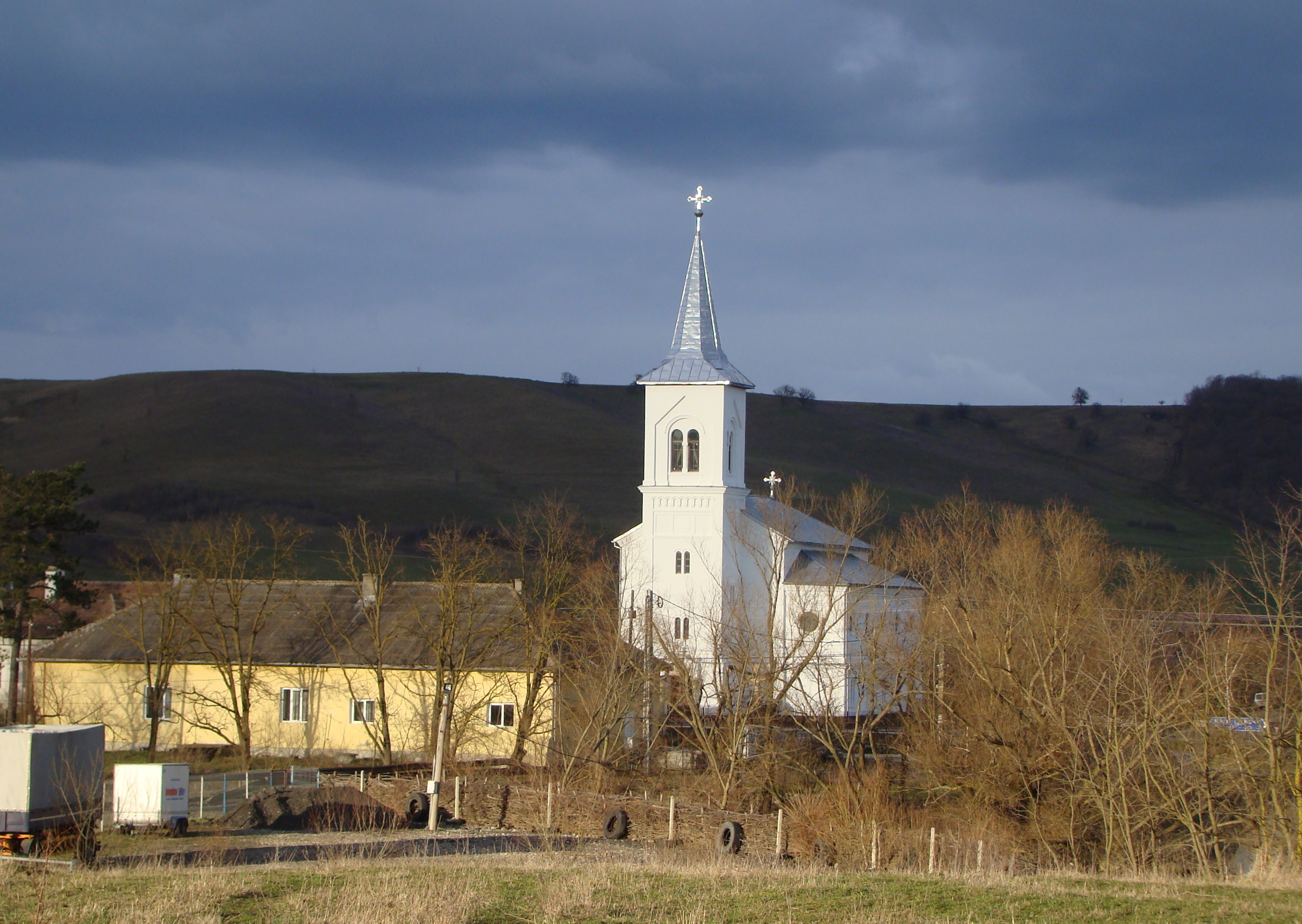
Biserica din depărtare
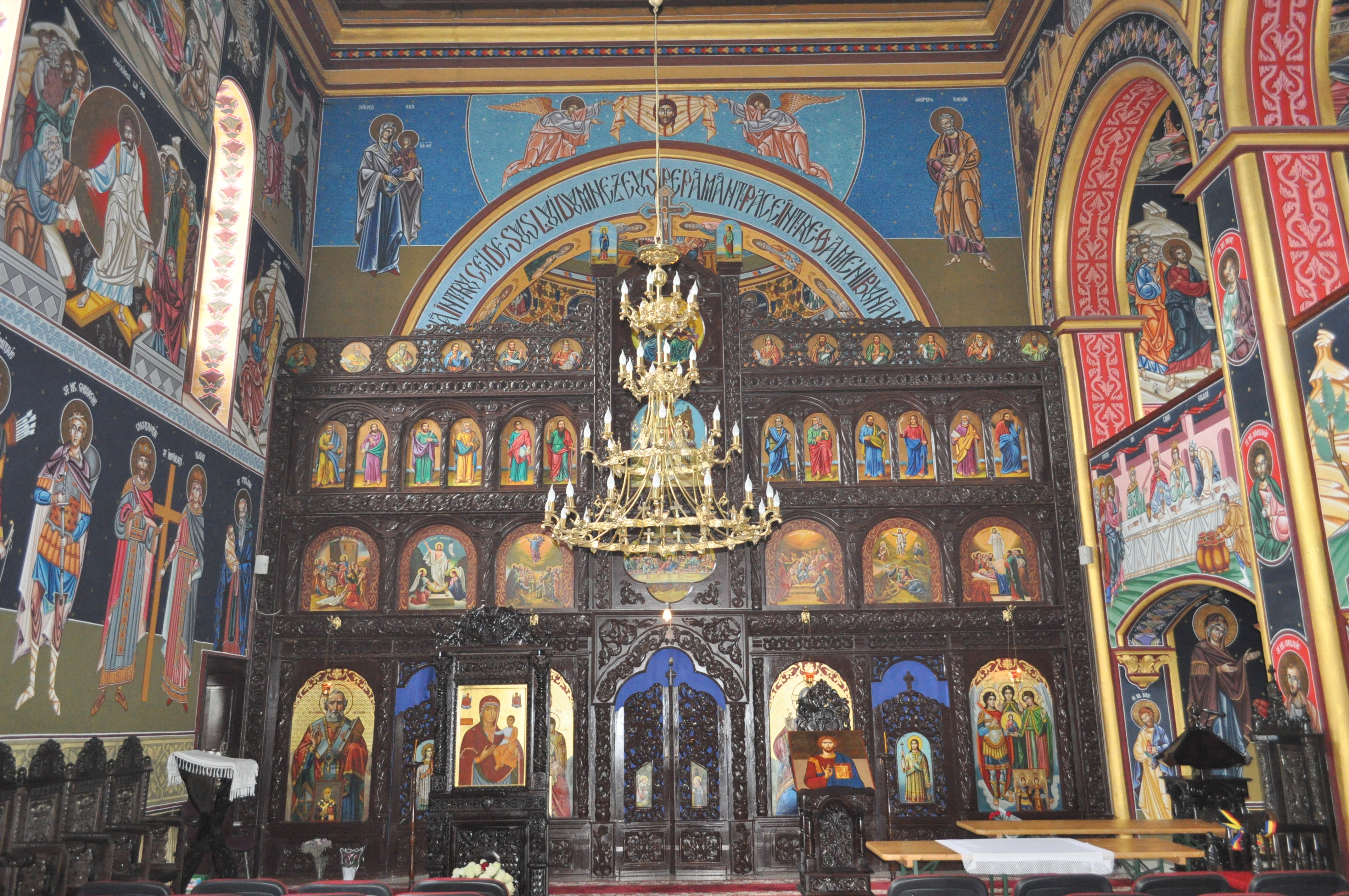
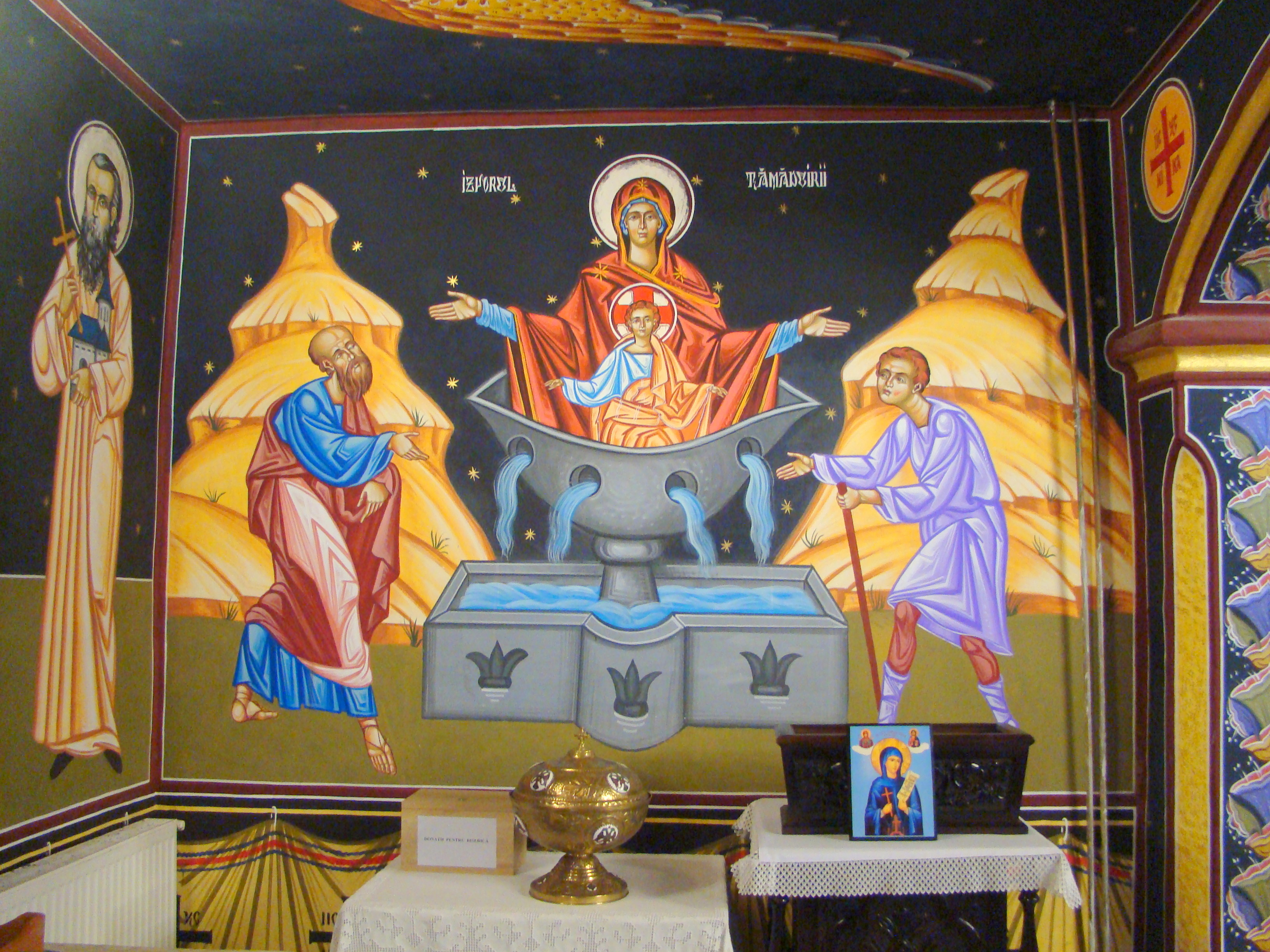
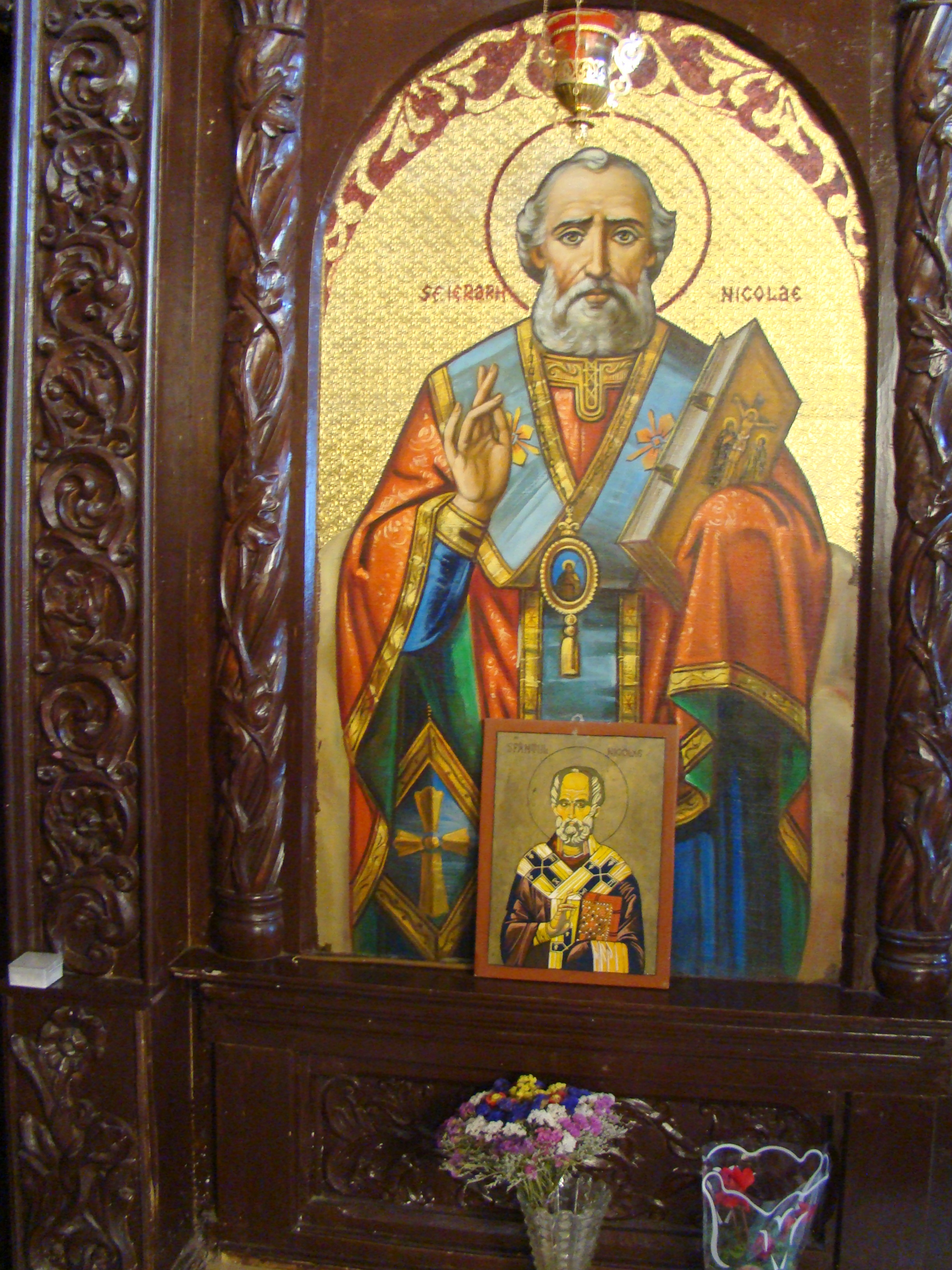
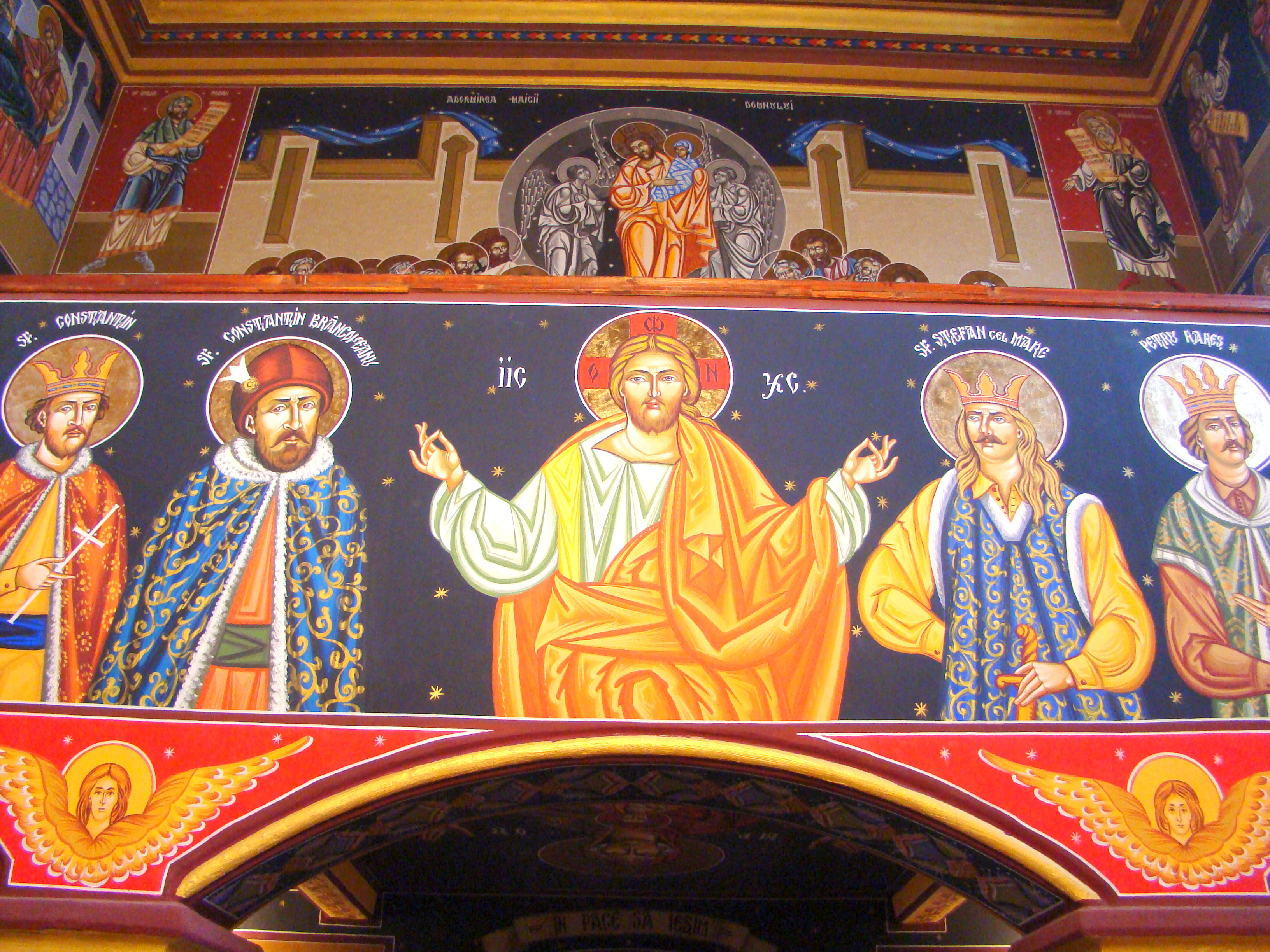
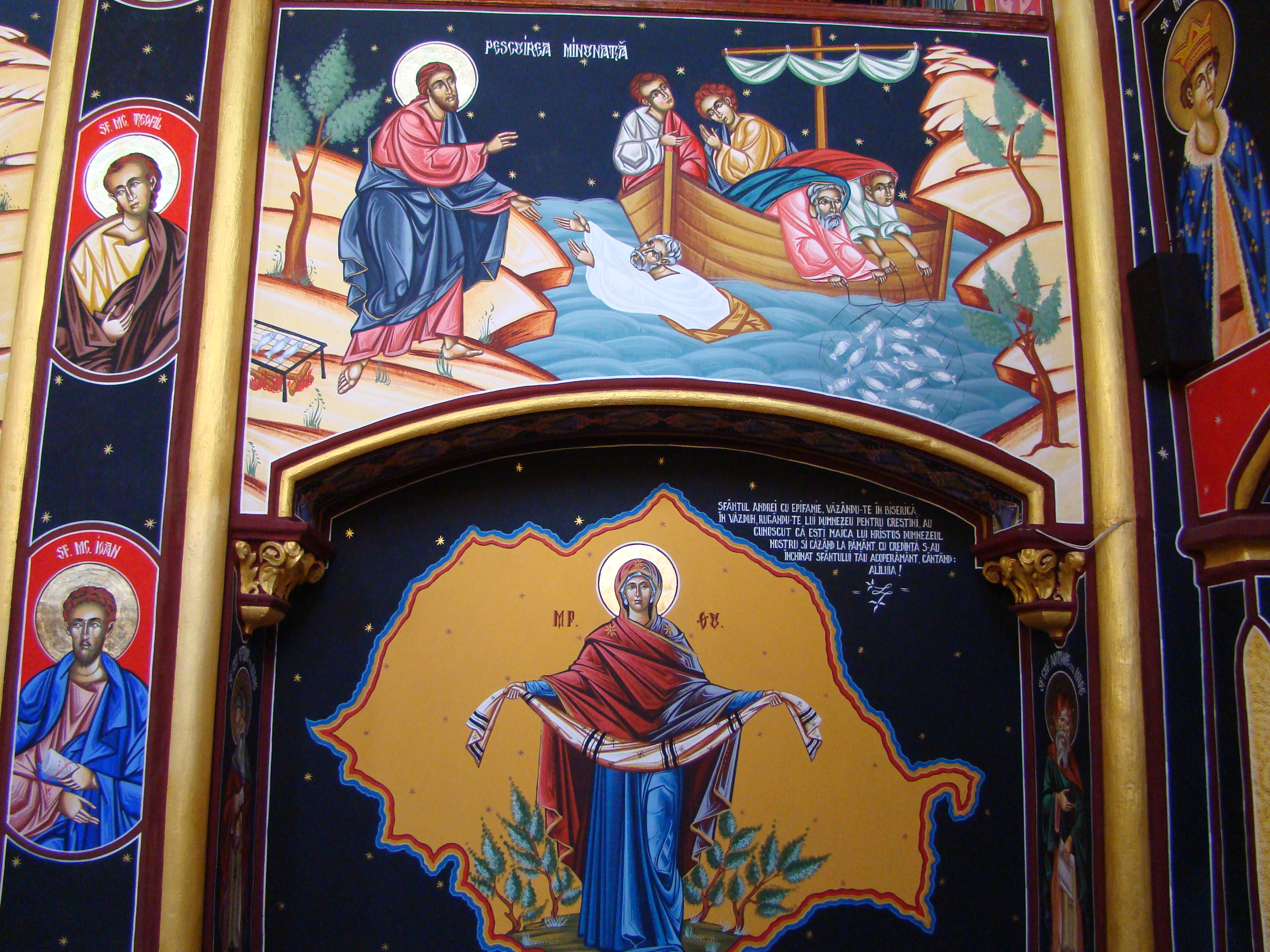
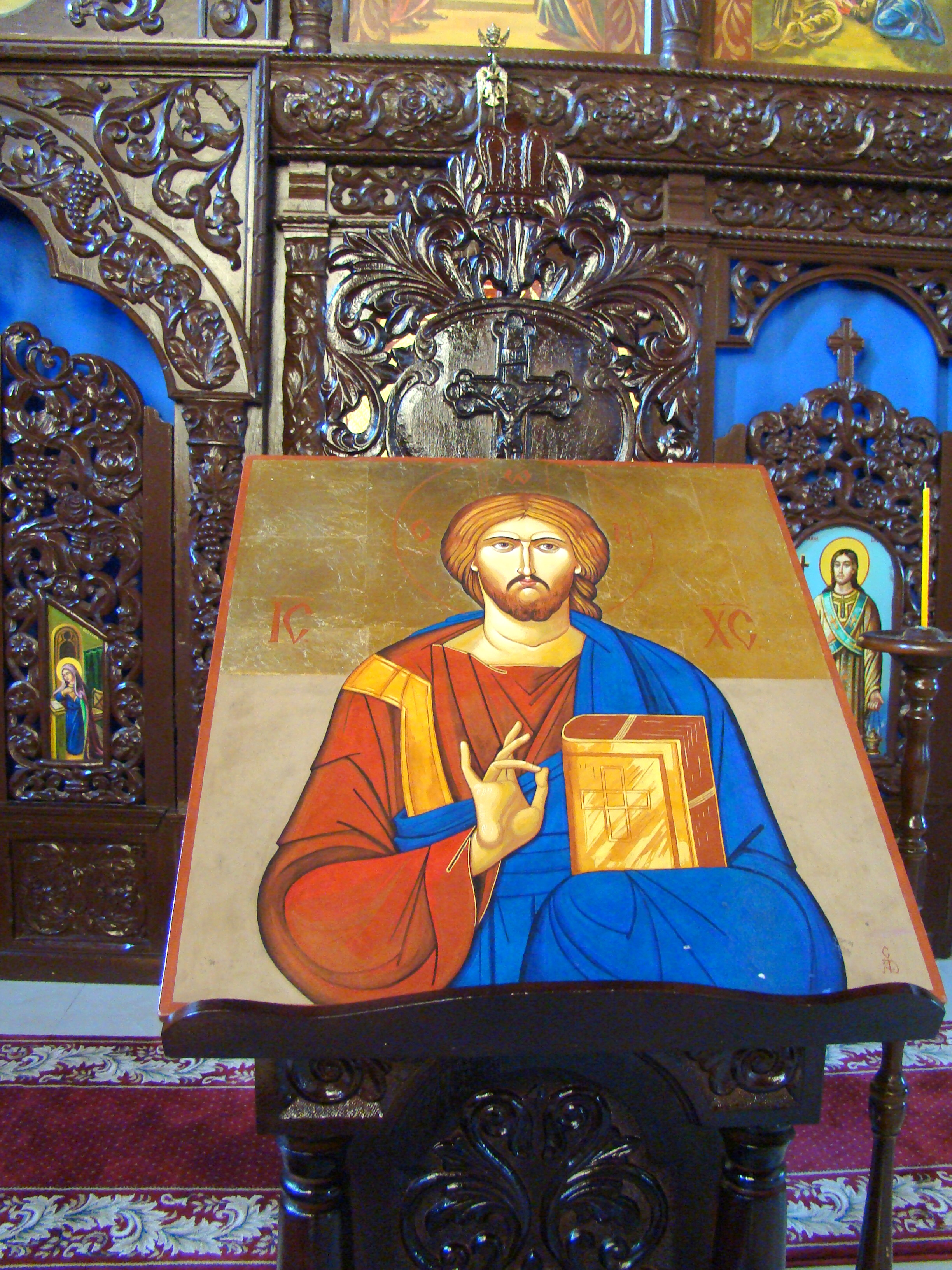
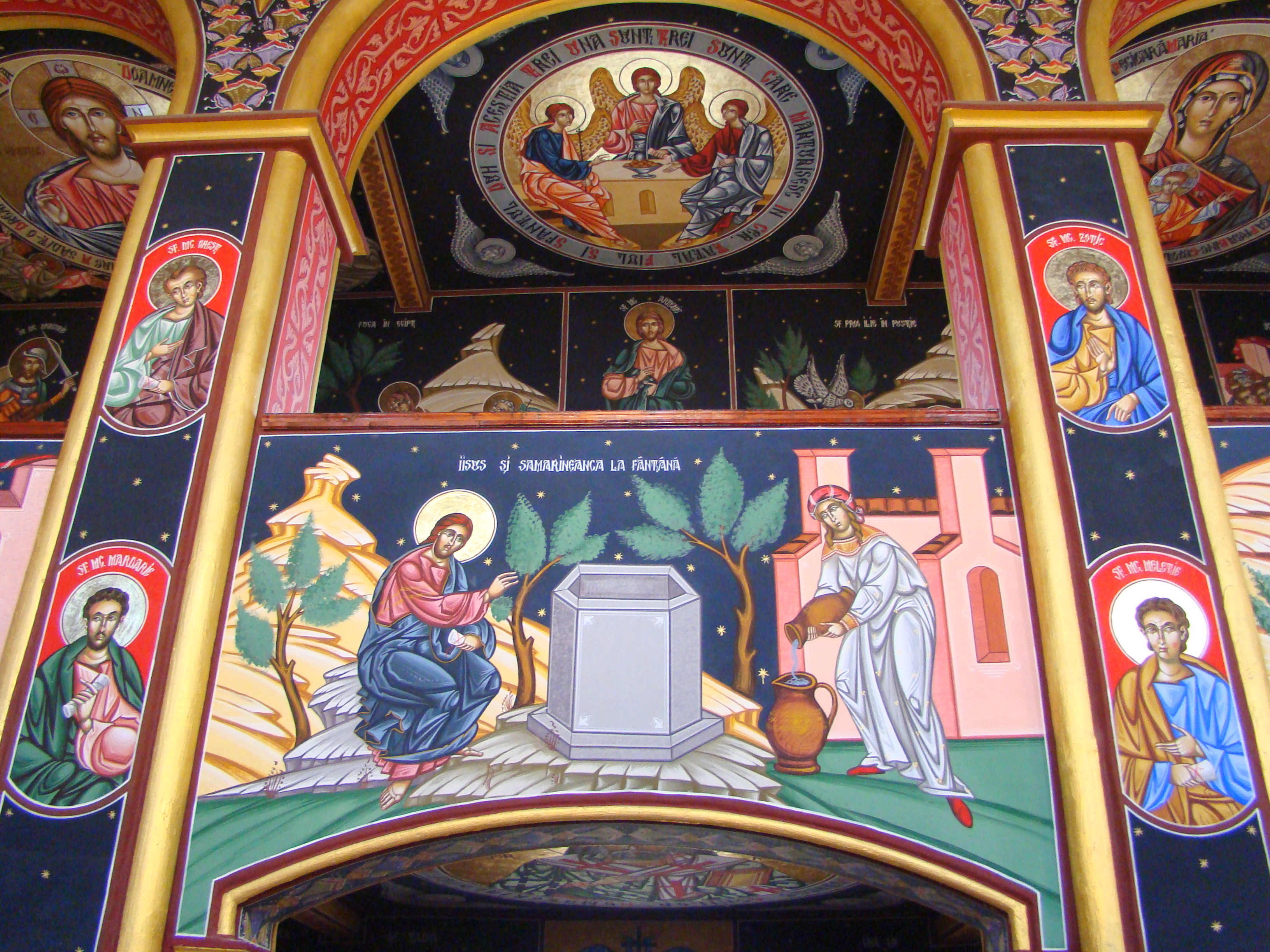
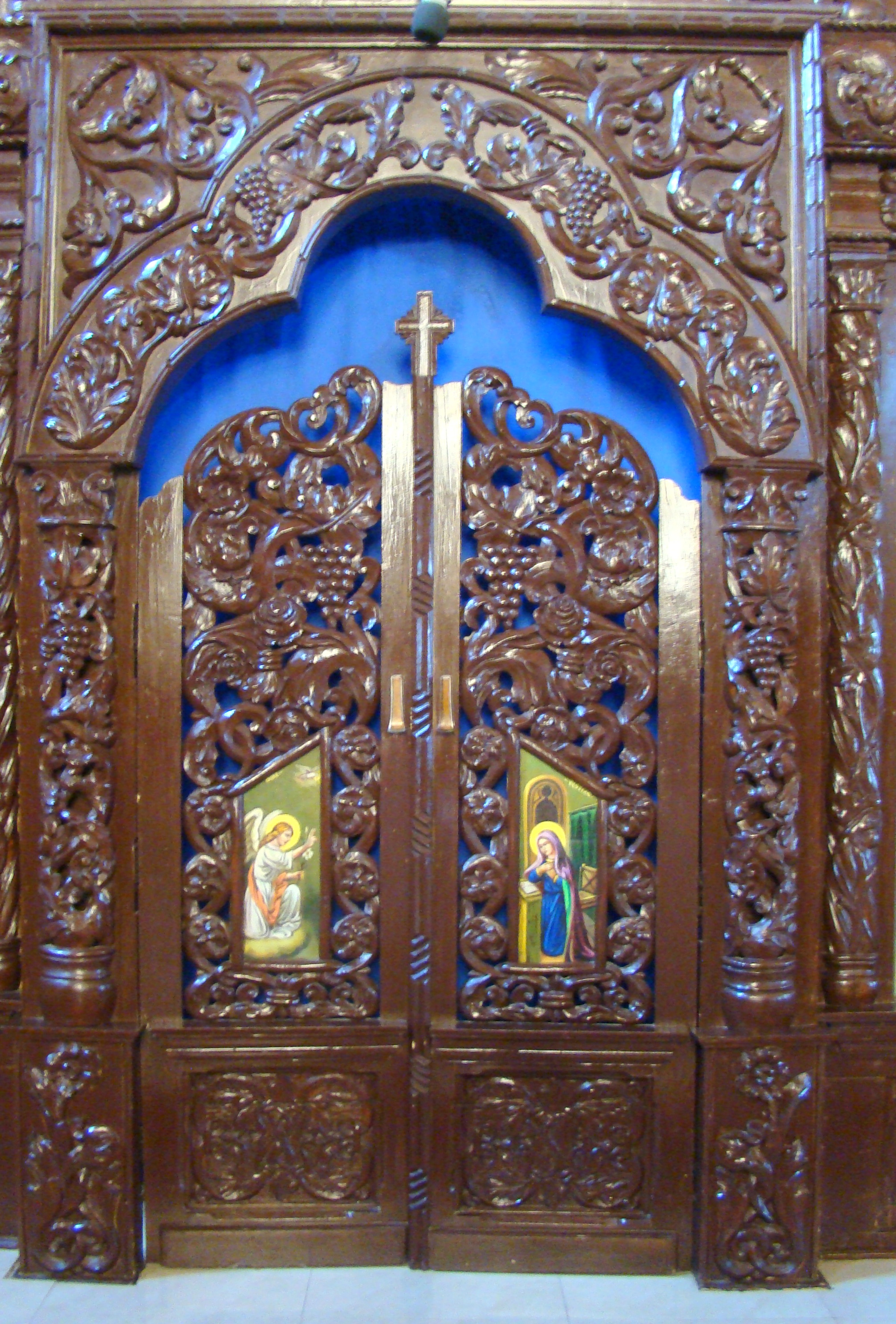
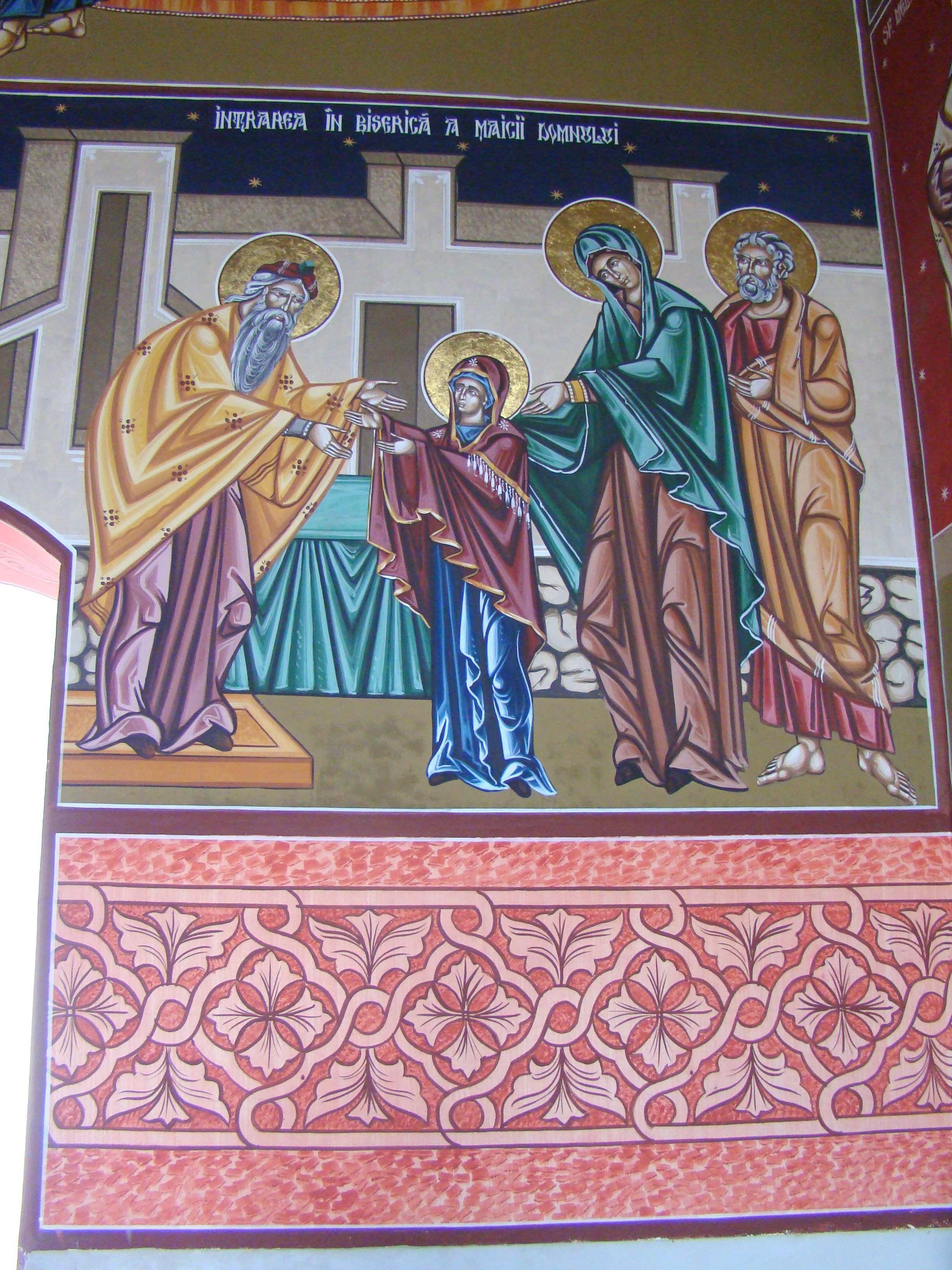
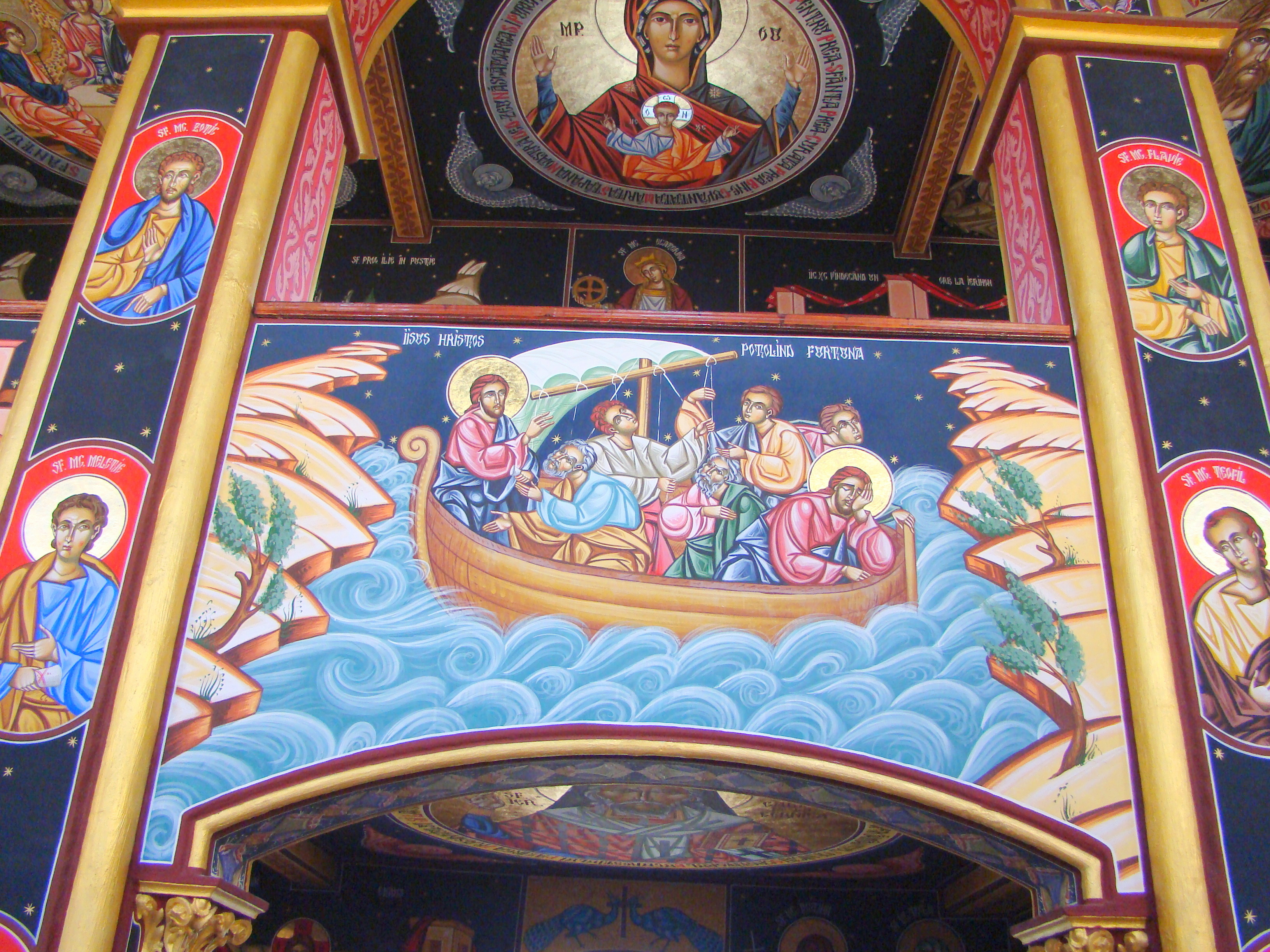
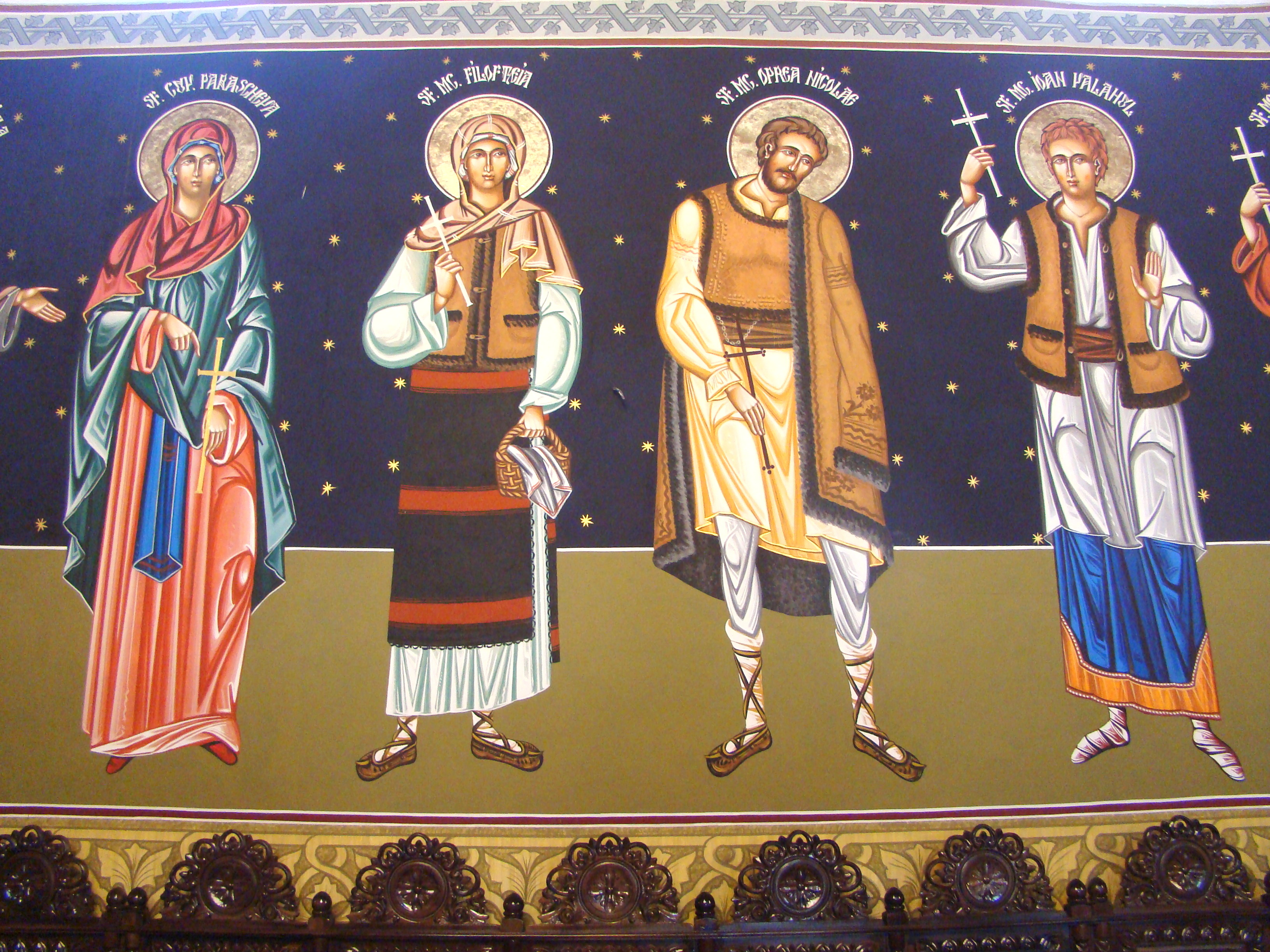
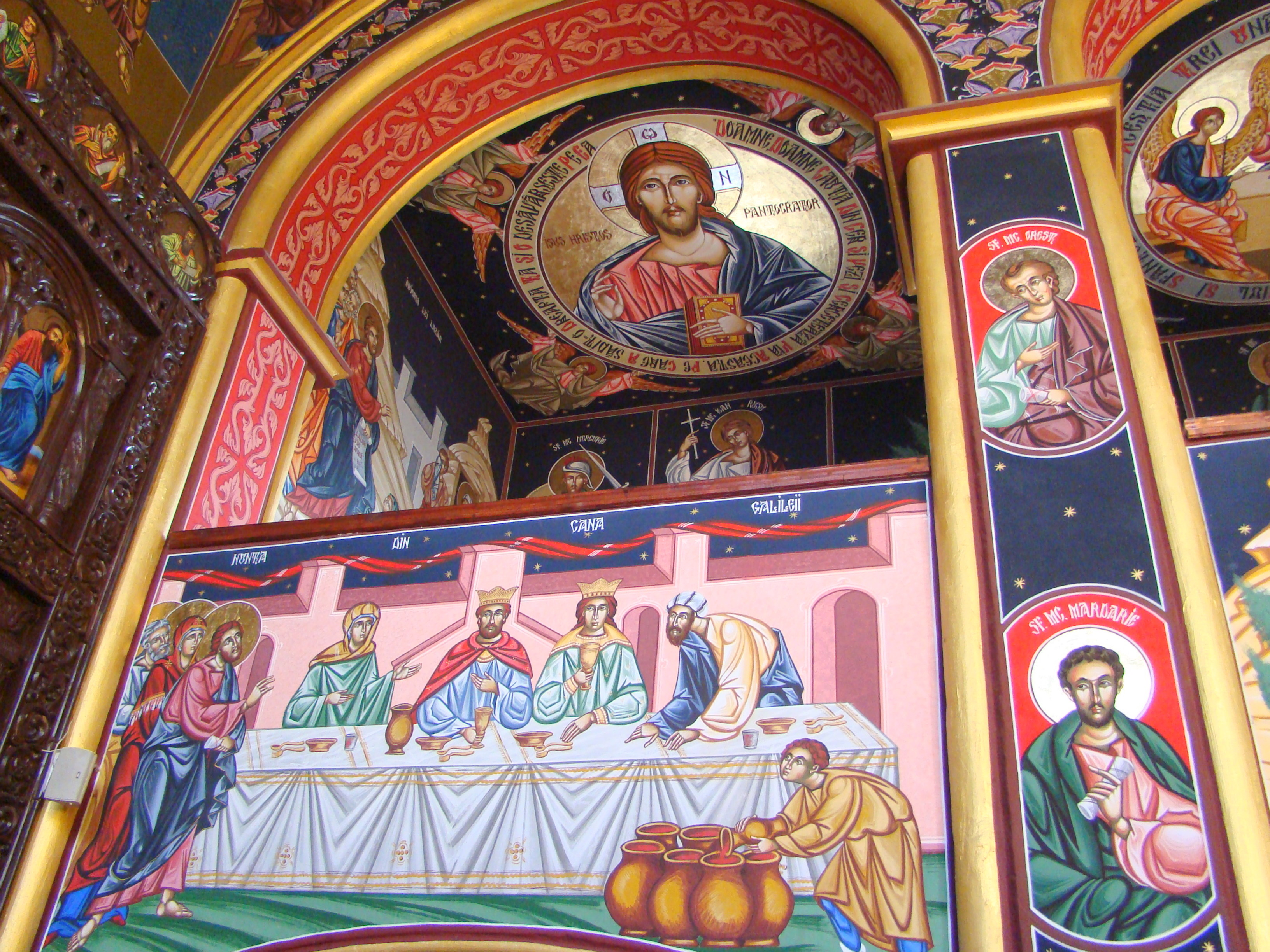
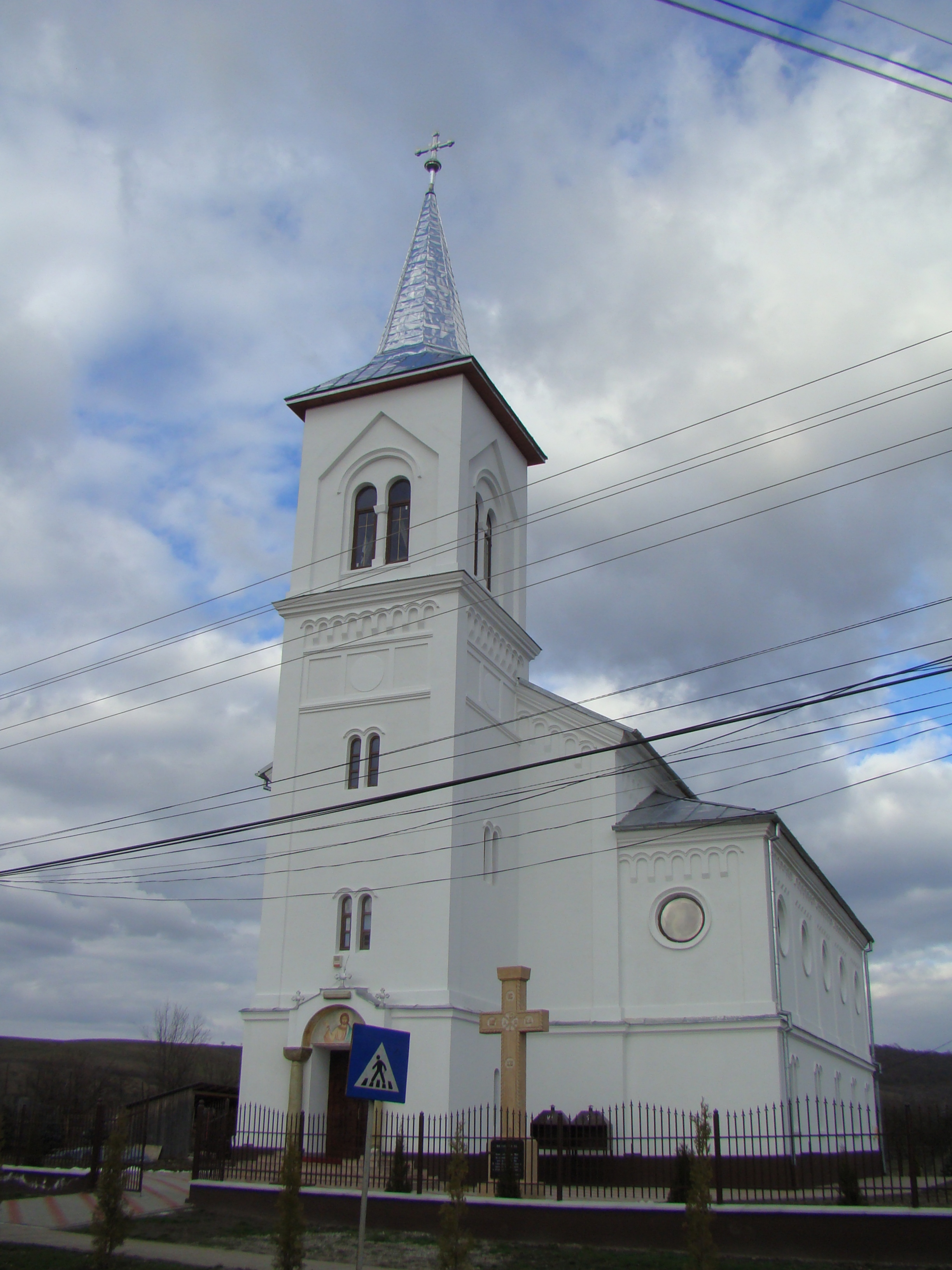